# Hessel Martena
Hessel Martena, bekend als tiende potestaat van Friesland.
Hessel Martena is bekend als een persoon uit een sage betreffende de geschiedenis van Friesland. Hij wordt vermeld in de fantasievolle kroniek van Andreas Cornelius. . Deze sage omvat de volgende onderdelen:
Martena (gekozen ca. 1306 - 16 augustus 1312) zou de tiende potestaat van Friesland zijn geweest. De initialen van Martena zijn J.H. dit kan staan voor Jan Hessels, Jonge Hessel of Jonker Hessel Martena. Martena wordt bijzonder geroemd om zijn schrander beleid, waardoor hij de toen reeds bestaande twisten tussen de Schieringers en Vetkopers van al te grote uitspattingen terughield. Toen de Hollandse graaf Willem III van Holland in 1309 een poging ondernam om de Frieslanden onder zijn bestuur te brengen, zou hij door deze Hessel; zijn teruggeslagen. Na de dood van Hessel in 1312 nam het conflict tussen de Schieringers en Vetkopers weer toe. Over de benoeming van een volgende Potestaat konden de partijen het zelfs niet eens worden. Zijn leven is beschreven door Andreas Cornelius, die zich baseert op de fictieve schrijver Johannes Vlietarp, die secretaris van de potestaat zou zijn geweest..

## Voetnoten
1. ↑  Vlietarp, Johannes, Biographisch woordenboek der Noord- en Zuidnederlandsche letterkunde (1891).